# Galium demissum
Galium demissum är en måreväxtart som beskrevs av Pierre Edmond Boissier. Galium demissum ingår i släktet måror, och familjen måreväxter.

## Underarter
Arten delas in i följande underarter:
- G. d. demissum
- G. d. stojanovii